# William W. Rice

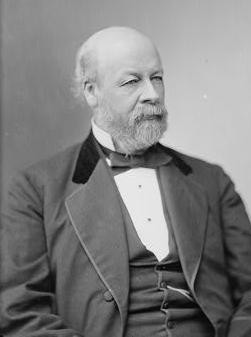
William W. Rice

William Whitney Rice (* 7. März 1826 in Deerfield, Franklin County, Massachusetts; † 1. März 1896 in Worcester, Massachusetts) war ein US-amerikanischer Politiker. Zwischen 1877 und 1887 vertrat er den Bundesstaat Massachusetts im US-Repräsentantenhaus.

## Werdegang
William Rice besuchte die Gorham Academy in Maine und danach bis 1846 das Bowdoin College in Brunswick. Zwischen 1847 und 1851 gehörte er zum Lehrkörper der Leicester Academy in Massachusetts. Nach einem Jurastudium in Worcester und seiner 1854 erfolgten Zulassung als Rechtsanwalt begann er in diesem Beruf zu arbeiten. 1858 wurde er Richter am Insolvenzgericht im Worcester County; im Jahr 1860 wurde er Bürgermeister von Worcester. Zwischen 1869 und 1874 war Rice Bezirksstaatsanwalt für den mittleren Bereich des Staates Massachusetts. Politisch war er Mitglied der Republikanischen Partei.
Bei den Kongresswahlen des Jahres 1876 wurde Rice im neunten Wahlbezirk von Massachusetts in das US-Repräsentantenhaus in Washington, D.C. gewählt, wo er am 4. März 1877 die Nachfolge von George Frisbie Hoar antrat. Nach vier Wiederwahlen konnte er bis zum 3. März 1887 fünf Legislaturperioden im Kongress absolvieren. Seit 1883 vertrat er dort als Nachfolger von Amasa Norcross den zehnten Distrikt seines Staates. Im Jahr 1886 wurde er nicht wiedergewählt.
Nach dem Ende seiner Zeit im US-Repräsentantenhaus praktizierte William Rice wieder als Anwalt. Er starb am 1. März 1896 in Worcester.